# Жулдиз (Байдібека район)
Жулди́з (каз. Жұлдыз) — село у складі району Байдібека Туркестанської області Казахстану. Входить до складу Агибетського сільського округу.
Населення — 366 осіб (2021; 467 у 2009, 635 у 1999, 461 у 1989).